# U Smile
Singles de Justin Bieber
Never Let You Go
(2010) Eenie Meenie (featuring Sean Kingston)
(2010)
 U Smile   est une chanson du chanteur canadien Justin Bieber. C'est le troisième single de l'album My World 2.0 et elle est sortie le 16 mars 2010 sur Itunes. Cette chanson est dédiée à ses fans car Justin tient énormément à eux. Justin pense qu'il peut tomber amoureux du sourire d'une fan, c'est ce qu'il explique dans cette chanson.

## Crédits et personnel
- Auteur-compositeur - Justin Bieber, Jerry Duplessis, Arden Altino, Dan August Rigo
- Réalisateur artistique -  Jerry Duplessis, Arden Altino
- Enregistrement vocal - Andy Grassi, Serge Tsai, Dave Clauss, Warren Babson, assisted by William Villane
- Création des voix et enregistrement - Kuk Harrell, assisted by Travis Harrington
- Piano et synthétiseur - Arden Altino, additional by Paul J. Falcone
- Guitare - Bruno Beatz, Ben DeFusco
- Harmonica - Frédéric Yonnet
- Mixage audio - Glen Marchese
- Ingénieur du son - Pat Thrall

Source

## Classement par pays
| Classement (2010)                        | Meilleure position |
| ---------------------------------------- | ------------------ |
| Australie Classement single              | 65                 |
| Belgique Classement single (Flandre Tip) | 29                 |
| Canada Hot 100                           | 17                 |
| Royaume-Uni Classement single            | 98                 |
| États-Unis Billboard Hot 100             | 27                 |
| États-Unis Pop Songs                     | 26                 |

## Historique de sortie
| Pays       | Date            | Format                           |
| ---------- | --------------- | -------------------------------- |
| Canada     | 9 août 2010     | Mainstream airplay               |
| États-Unis | 24 août 2010    | Mainstream and rhythmic airplay, |
| États-Unis | 12 octobre 2010 | Urban airplay                    |